# 예천 의성김씨 남악종택
예천 의성김씨 남악종택(醴泉 義城金氏 南嶽宗宅)은 대한민국 경상북도 예천군 용문면 구계리에 있는 조선시대의 가옥이다. 당초에는 경북예천 민속자료 의성김씨남악종택(제77호)로 지정(1988. 9.29)되었으나 신청(2006. 6. 8)을 받아 국가지정문화재 중요민속자료 제248호로 지정(2007. 1.12)되었다.

## 개요
인조 14년(1637) 병자호란 때 척화신으로 이름난 불구당 김주(1606～1681)가 태어난 곳으로 1981년 지붕을 고칠 때 명문기와가 발견되어 1634년 이전에 건립된 것으로 확인되고 있다
국사봉 지맥을 배경으로 동남향하여 배치된 이 고택은 정면9칸, 측면7칸의 'ㅁ'자형으로 평면이 구성되었다. 안채의 상부구조는 5량가이다. 영남 북부지방 민가의 기본적인 평면을 가진 공간구성으로 지형의 고저차를 적절하게 이용하였는데 각 공간마다 통풍과 채광이 원활한 쾌적한 공간 구성이 특징이다. 특히, 사랑채인 “가학루(駕鶴摟)”는 앞면의 경사지에 기둥을 세우고 그 위에 鷄子(계자) 난간을 두어 누각 형식의 품격 높은 외형을 가지고 있으며 처마곡선을 우아하게 처리하여 초가인 행랑채와 나란히 서서 아름다운 모습을 연출하고 있다
사대부 양반가옥의 주택구성과 건축적 특성을 잘 갖추고 있는 매우 기능적이고 고졸한 멋을 풍기는 가옥으로 민속적 가치가 크다.

## 국가민속문화재 지정사유
남악 김복일 선생이 살던 고택으로 사대부 양반가옥의 주택구성과 영남 북부지역의 건축특성을 가지는 매우 기능적이고 고졸한 멋을 풍기는 가옥이다.
가옥의 배치는 지형의 고저차를 적절하게 이용하여 각 공간마다 통풍과 채광이 원활한 쾌적한 공간 구성을 하고 있으며 사랑채인 가학루는 경사진 전면부에 누하주를 세우고 계자 난간을 두어 누각 형식의 품격 높은 외형을 가지고 있으며 건립년대(1634년)가 확실한 점 등으로 볼 때 문화재적 가치가 충분하므로 중요민속자료로 지정한다.

## 현지 안내문
이 집은 남악(南嶽) 김복일(金復一, 1541~1591)의 종질이며 병자호란(丙子胡亂) 때 척화신으로 이름을 알린 불구당(不求堂) 김주(1606~1681)의 생가로 알려져 있다. 국사봉 지맥을 배경으로 정면 9칸, 측면 7칸 'ㅁ'자형의 집채가 동남향으로 자리해 있다. 앞에는 'ㄴ'자형의 문간채가 배치되어 있다. 조선 중기 사대부 양반 가옥의 원형을 잘 보이고 있어 민속적 가치가 매우 높다.
1981년 지붕을 고칠 때 '숭정 칠년 갑술 삼월일 용문사승 운보조(崇幀 七年 甲戌 三月日 龍門寺僧 雲補造)'라고 새겨진 명문(銘文) 기와가 발견되어 인조(仁祖) 12년(1634) 이전에 건립된 것으로 확인되었다.

## 같이 보기
- 의성 김씨

## 참고 자료
- 예천 의성김씨 남악종택 - 국가유산청 국가유산포털